# Aktivní bezpečnost
Aktivní bezpečnost je u strojů a zařízení soubor vlastností pomáhajících zabránit vzniku nehody. Do systému aktivní bezpečnosti se řadí především prvky zajišťující kvalitní řízení, bránící nebezpečným manipulacím a upozorňující na nebezpečné situace. Protipólem aktivní bezpečnosti je pasivní bezpečnost, chránící lidské zdraví a životy při nehodě. Lehce si je lze zapamatovat tak, že aktivní bezpečnost působí ještě před nehodou.

## Automobily
U automobilů jsou nejdůležitější prvky aktivní bezpečnosti účinné brzdy umožňující bezpečné zpomalení nebo zastavení vozidla, dobrý výhled z vozidla, dobré pneumatiky, přesné a spolehlivé řízení, kvalitní tlumiče zajišťující dostatečný kontakt pneumatik s vozovkou nebo osvětlení vozidla.
Mezi další prvky aktivní bezpečnosti patří moderní elektronické systémy jako ABS, ASR, EBA nebo ESP.

## Ostatní stroje a zařízení
U ostatních strojů a zařízení se aktivní bezpečnostní myslí především výrazné značení nebezpečných míst, krytí nebezpečných částí stroje (neizolovaných elektrických vodičů, točivých částí, …) výrazná světelná a zvuková signalizace chodu stroje a bezpečnostní pojistky zastavující chod stroje po otevření krytu.